# Machadocara
Machadocara Miller, 1970 è un genere di ragni appartenente alla famiglia Linyphiidae.

## Distribuzione
Le due specie oggi attribuite a questo genere sono state rinvenute in alcune località dell'Africa subsahariana: precisamente la M. dubia è originaria del Congo e la M. gongylioides nello Zambia.

## Tassonomia
A dicembre 2011, si compone di due specie:
- Machadocara dubia Miller, 1970 — Congo
- Machadocara gongylioides Miller, 1970[3] — Zambia